# Omen (album Jacka Skubikowskiego)
Omen – album Jacka Skubikowskiego wydany w 1990 roku nakładem wytwórni Wifon.

## Lista utworów
Strona 1
1. „Tak mi zapisane...” (muz. i sł. Jacek Skubikowski) – 3:25
2. „Sama” (muz. i sł. Jacek Skubikowski) – 4:15
3. „Jak Jamaica Rum” (muz. i sł. Jacek Skubikowski) – 4:10
4. „Moje deja vu” (muz. i sł. Jacek Skubikowski) – 4:00
5. „Ojej, ajaj, ojoj” (muz. i sł. Jacek Skubikowski) – 3:35

Strona 2
1. „Albo nigdy nikt” (muz. i sł. Jacek Skubikowski) – 4:00
2. „Przeciek” (muz. i sł. Jacek Skubikowski) – 4:15
3. „Polski biały murzyn” (muz. i sł. Jacek Skubikowski) – 4:25
4. „XIX wiek” (muz. i sł. Jacek Skubikowski) – 4:20
5. „...Tak mi zapisane” (muz. i sł. Jacek Skubikowski) – 2:25

## Twórcy
- Elżbieta Adamiak – chórki
- Jacek Skubikowski – śpiew, gitara, instrumenty klawiszowe
- Jan Borysewicz – gitara
- Marek Surzyn – perkusja
- Anna B. – chórki

Personel
- Andrzej Tyszko – projekt graficzny, foto
- Mikołaj Wierusz – realizacja nagrań